# Кристоф (герцог Вюртемберга)
Кристоф Вюртембергский (нем. Christoph von Württemberg; 12 мая 1515, Урах — 28 декабря 1568, Штутгарт) — четвёртый герцог Вюртемберга с 1550 года, граф Монбельяра c 1550 года и до своей смерти, единственный сын Ульриха Вюртембергского и Сабины Баварской.

## Биография
После изгнания отца из Вюртемберга Кристоф вырос при дворе Фердинанда Австрийского. В 1530 году на Аугсбургском сейме он был выдан императору Карлу, который принял его в свою свиту.
Когда он в 1533 году должен был следовать за императором в Испанию, он бежал, нашел убежище у своего дяди Людовика Баварского, вступил в сношения со своим отцом и настойчиво требовал возвращения Вюртемберга. Многие князья, а также Франциск I Французский вступились за него, но на Аугсбургском сейме 1533 года ходатайства Кристофа не имели успеха.
После счастливого возвращения Ульриха в Вюртемберг Кристоф отправился к отцу, но недоразумения с ним скоро побудили его поступить на службу к французскому королю. Спустя восемь лет Ульрих призвал его обратно. Начиная с 1542 года по договору Риквира Кристоф управлял графством Монбельяр от имени своего отца, переняв бразды управления графством у своего дяди Георга I, который не сошёлся характером с герцогом Ульрихом. Кристоф управлял Монбельяром до смерти своего отца в 1550 году. Затем он стал владетельным графом Монбельяра и правил им вплоть до 1553 года, когда он передал графство в управление обратно Георгу I.
В 1544 году Кристоф женился на Анне Марии Бранденбург-Ансбахской, дочери маркграфа Георга Бранденбург-Ансбахского.
Вследствие участия Ульриха в Шмалькальденской войне Фердинанд снова возбудил притязание на Вюртемберг как австрийское ленное владение. Процесс ещё не был решен, когда в 1550 году Ульрих умер и Кристоф немедленно принял бразды правления.
Только Пассауский договор 1552 года утвердил Вюртемберг за Кристофом и его потомством в мужской линии под условием признания ленного господства Австрии и уплаты суммы в 250 000 флоринов.
Оставаясь нейтральным во время восстания князей против Карла V, Кристоф стал в 1553 году во главе Гейдельбергского союза южно-германских и рейнских князей обоих вероисповеданий для защиты членов союза от маркграфа Альбрехта Бранденбургского.
В 1551—1552 годах Кристоф послал депутатов на Тридентский собор, но после падения интерима довершил окончательно вюртембергскую реформацию в строго лютеранском духе. Мирным путём он вступался за гугенотов и за протестантов в Италии, Польше и южно-славянских странах.
В области внутреннего правления при Кристофе кодифицировано «Земское право» (1555 год), назначен постоянный контрольный комитет государственных чинов (1554 год), изданы уставы церковный (1559 год) и монастырский (1556 год), правила о визитациях (1553 год) и др. Кристоф объединил прежние католические церковные имущества в одно общее церковное имущество, предназначенное на покрытие нужд церкви и благотворения. Монастыри были превращены в учебные заведения.
В Штутгарте на Дворцовой площади герцогу Кристофу воздвигнута в 1889 году бронзовая статуя работы Пауля Мюллера.

## Потомки
В браке с Анной Марией Бранденбург-Ансбахской родились:

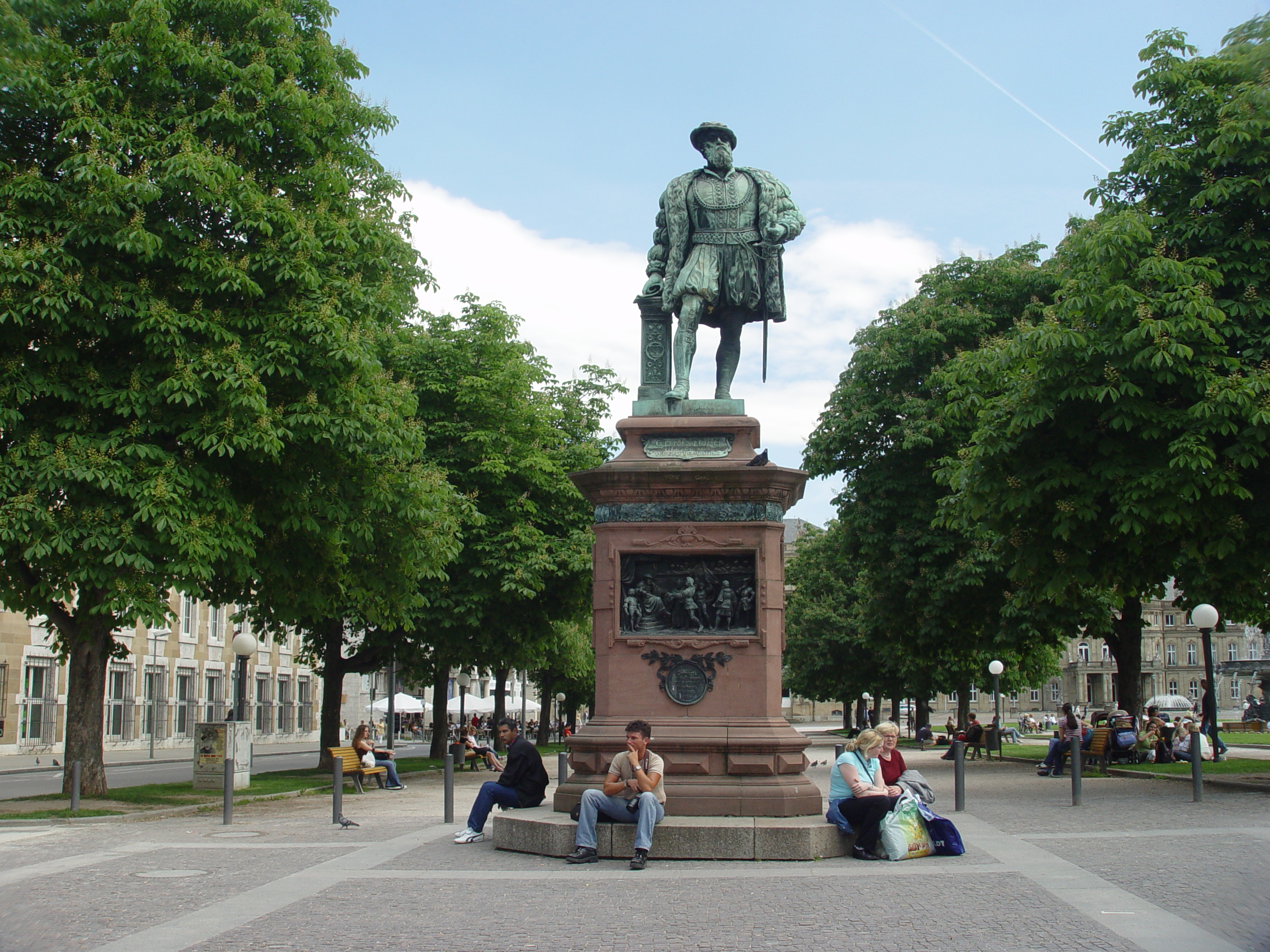
Памятник Кристофу Вюртембергскому на Дворцовой площади Штутгарта (2005)

- Эберхард (1545—1568), наследный принц Вюртембергский
- Гедвига (1547—1590), замужем за ландграфом Людвигом IV Гессен-Марбургским (1537—1640)
- Елизавета (1548—1592), замужем за графом Георгом Эрнстом Геннеберг-Шлейзингенским (1511—1583), затем за пфальцграфом Георгом Густавом Фельденц-Лаутереккенским (1564—1634)
- Сабина (1549—1581), замужем за ландграфом Вильгельмом IV Гессен-Кассельским (1532—1592)
- Эмилия (1550—1589), замужем за пфальцграфом Рихардом Зиммернским (1521—1598)
- Элеонора (1552—1618), замужем за князем Иоахимом Эрнстом Ангальтским (1536—1586), затем за ландграфом Георгом I Гессен-Дармштадтским (1547—1596)
- Людвиг (1554—1593), герцог Вюртемберга, женат на Доротее Урсуле Баден-Дурлахской (1559—1583), затем на Урсуле Фельденцской (1572—1635)
- Максимилиан (1556—1557)
- Ульрих (1558)
- Доротея Мария (1559—1639), замужем за пфальцграфом Отто Генрихом Зульцбахским (1556—1604)
- Анна (1561—1616), замужем за герцогом Иоганном Георгом Легницким (1552—1592), затем за герцогом Фридрихом IV (1552—1596)
- София (1563—1590), замужем за герцогом Фридрихом Вильгельмом I Саксен-Веймарским (1562—1602)